# Saltoun Hall

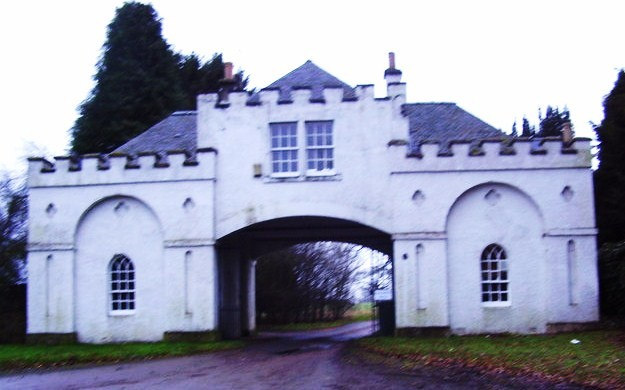
Saltoun Hall, Escócia.

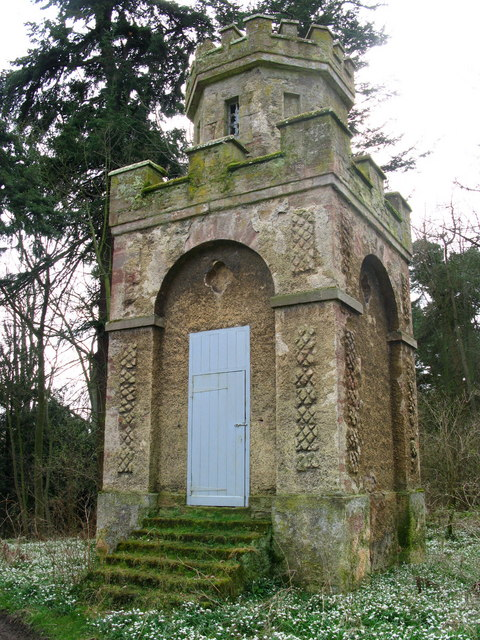
O pombal.

A Saltoun Hall é uma casa histórica localizada em Prestonkirk, East Lothian, Escócia.
Encontra-se classificada na categoria "A" do "listed building" desde 5 de fevereiro de 1971.
Existe também um pombal construído possivelmente por Robert Burn, por volta de 1800 que está classificado na categoria "B" do "listed building" desde 5 de fevereiro de 1971.